# Franz Xaver von Gietl
Franz Xaver Ritter von Gietl (Höchstädt an der Donau, 27 agosto 1803 – 19 marzo 1888) è stato un medico tedesco.

## Biografia
Studiò medicina presso le università di Landshut, Würzburg e Monaco. Nel 1827 conseguì il dottorato presso l'Università di Monaco con un lavoro patologico sui gangli.
Nel 1831 fu inviato dal governo tedesco per esaminare la situazione di colera dei cittadini in Boemia, Moravia e Slesia. Nel 1834 fu nominato medico del re Massimiliano II di Baviera. Inoltre nel 1838 diventò professore presso l'Università di Monaco e dal 1842 al 1851 direttore della Clinica comunale di Monaco (Klinikum links der Isar). Con la fine del semestre invernale 1885/1886 si ritirò dall'insegnamento a causa della sua malattia cardiaca.
Gietl lavorò soprattutto sul colera e sulla febbre tifoide.
In occasione del suo ottantesimo compleanno, nel 1883 gli fu conferita la cittadinanza onoraria di Monaco.